# 아르투로 카스트로 (과테말라의 배우)
아르투로 카스트로(스페인어: Arturo Castro, 1985년 11월 26일 ~ )은 과테말라의 남자 배우이다.